# Massachusetts
Statul asociat Massachusetts, conform originalului în engleză, [The] Commonwealth of Massachusetts este unul din cele 50 de state componente ale Uniunii, parte a regiunii cunoscută ca Noua Anglie (conform, New England), situată în nord estul Statelor Unite ale Americii.  Cu o populație de aproximativ 6,5 milioane de locuitori într-o zonă destul de mică, statul Massachusetts este puternic urban și suburban în partea sa estică și mai ales rural în partea sa vestică, fiind în același timp cel mai populat din cele șase state ale Noii Anglii și având zona metropolitană a orașului Boston ca cel mai important centru urban al zonei. 
Primii europeni care s-au stabilit în Noua Anglie au fost Pelegrinii și Puritanii din Anglia, care căutau libertate religioasă în "Lumea Nouă".  Ei au ajuns și s-au stabilit pe teritoriul de azi al statului Massachusetts.  Întrucât majoritatea lor veneau dintr-o zonă plasată în jurul localității Haverhill din Anglia, ei au fondat trei localități importante, Plymouth, Salem și Boston, care a devenit curând centrul lor religios.  Un secol și jumătate mai târziu, Massachusetts a devenit cunoscut ca Leagănul Libertății (conform, [the] Cradle of Liberty), datorită spiritului revoluționar al orașului Boston, care a făcut posibilă propagarea Războiul revoluționar american în toate cele Treisprezece Colonii ale Marii Britanii din America de Nord care au decis să se răscoale contra britanicilor, formând ulterior Statele Unite ale Americii. 
De-a lungul întregului secol al 19-lea, Massachusetts s-a transformat dintr-un stat cu o economie aproape exclusiv agrară într-un stat a cărui economie a devenit una manufacturieră.  Astfel, locuitorii statului au folosit ingenios numeroasele râuri ale statului într-o "forță" care a operat funcționarea a numeroase fabrici de pantofi, haine și mobilă.  
Această economie a intrat în declin la începutul secolului 20 pe măsură ce industria manufacturieră a bunurilor de necesitate s-a mutat progresiv spre sudul Statelor Unite, în căutare de forță de lucru mai ieftină.  O revitalizare s-a produs la începutul anilor 1970, când suburbiile Boston-ului, în special, au devenit sediul a numeroase companii high-tech, a căror forță de muncă a fost continuu alimentată de numeroasele instituții prestigioase de învățământ superior din zonă. 
Colegiile și universitățile statului Massachusetts, aidoma sectoarelor sale tehnologice, au continuat și continuă să prospere.  Statul este considerat "un rai" pentru gândirea progresivă și cea liberală, trimițând adesea candidații săi politici pe scena națională.  Massachusetts a fost statul natal a patru președinți ai Statelor Unite ale Americii, John Adams, John Quincy Adams, John F. Kennedy și George H. W. Bush, precum și a numeroși politicieni de talie națională și internațională.

## Demografie

Populația statului Massachusetts în perioada anilor 1870-2010

### 2010

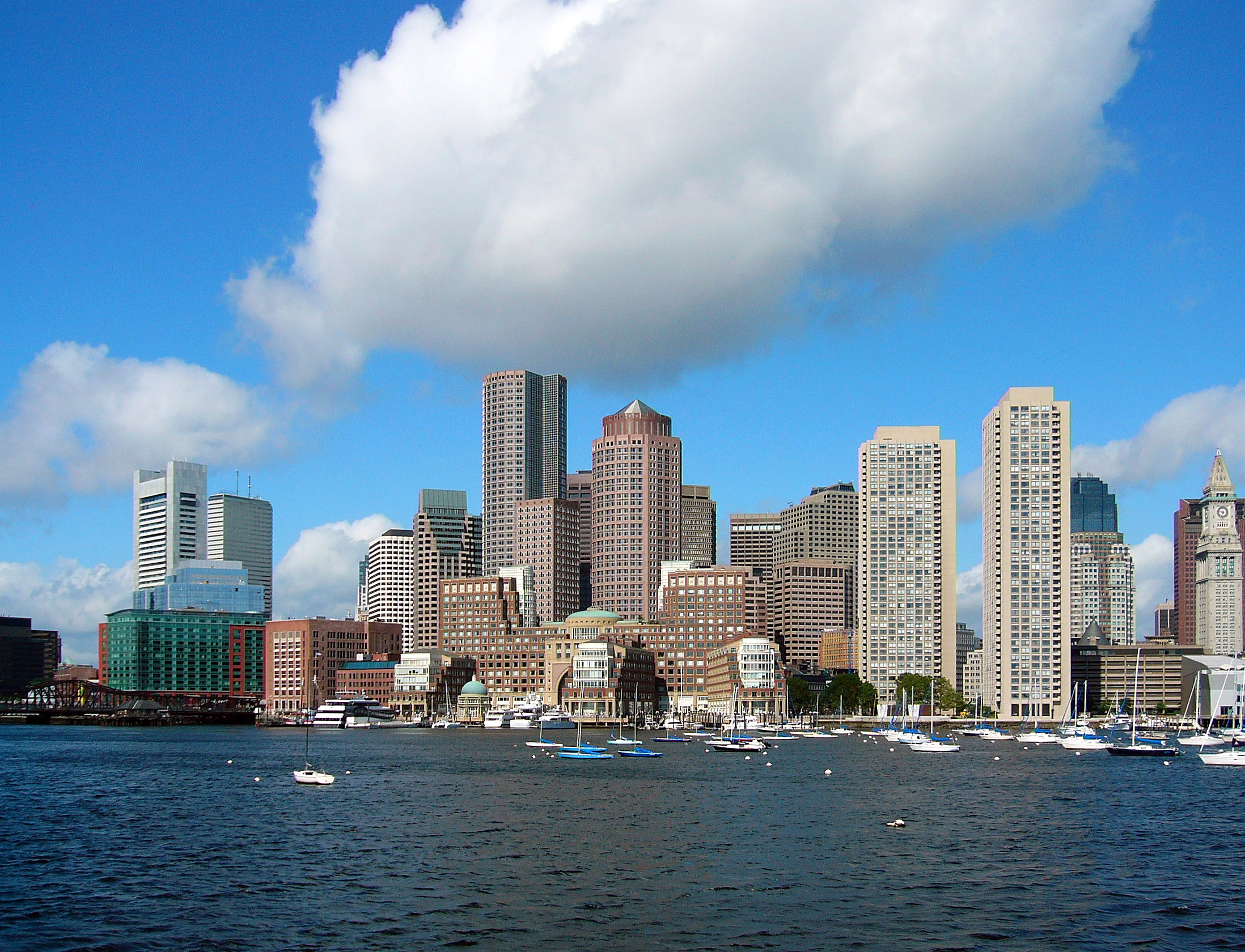
Capitala și cel mai mare oraș al statului: Boston

Populația totală a statului în 2010: 6,547,629 
Structura rasială în conformitate cu recensământul din 2010:
- 80.4% Albi (5,265,236)
- 6.6% Negri (434,398)
- 0.3% Americani Nativi (18,850)
- 5.3% Asiatici (349,768)
- 0.1% Hawaieni Nativi sau locuitori ai Insulelor Pacificului (2,223)
- 2.6% Două sau mai multe rase (172,003)
- 4.7% Altă rasă (305,151)
- 9.6% Hispanici sau Latino (de orice rasă) (627,654)